# Eußerthal
Eußerthal település Németországban, Rajna-vidék-Pfalz tartományban. Lakosainak száma 885 fő (2023. december 31.).

## Népesség
A település népességének változása:
| Lakosok száma | 1050 | 899  | 886  | 881  | 910  | 885  |
|               | 1975 | 2017 | 2019 | 2021 | 2022 | 2023 |